# Rosyjskie Towarzystwo Geograficzne

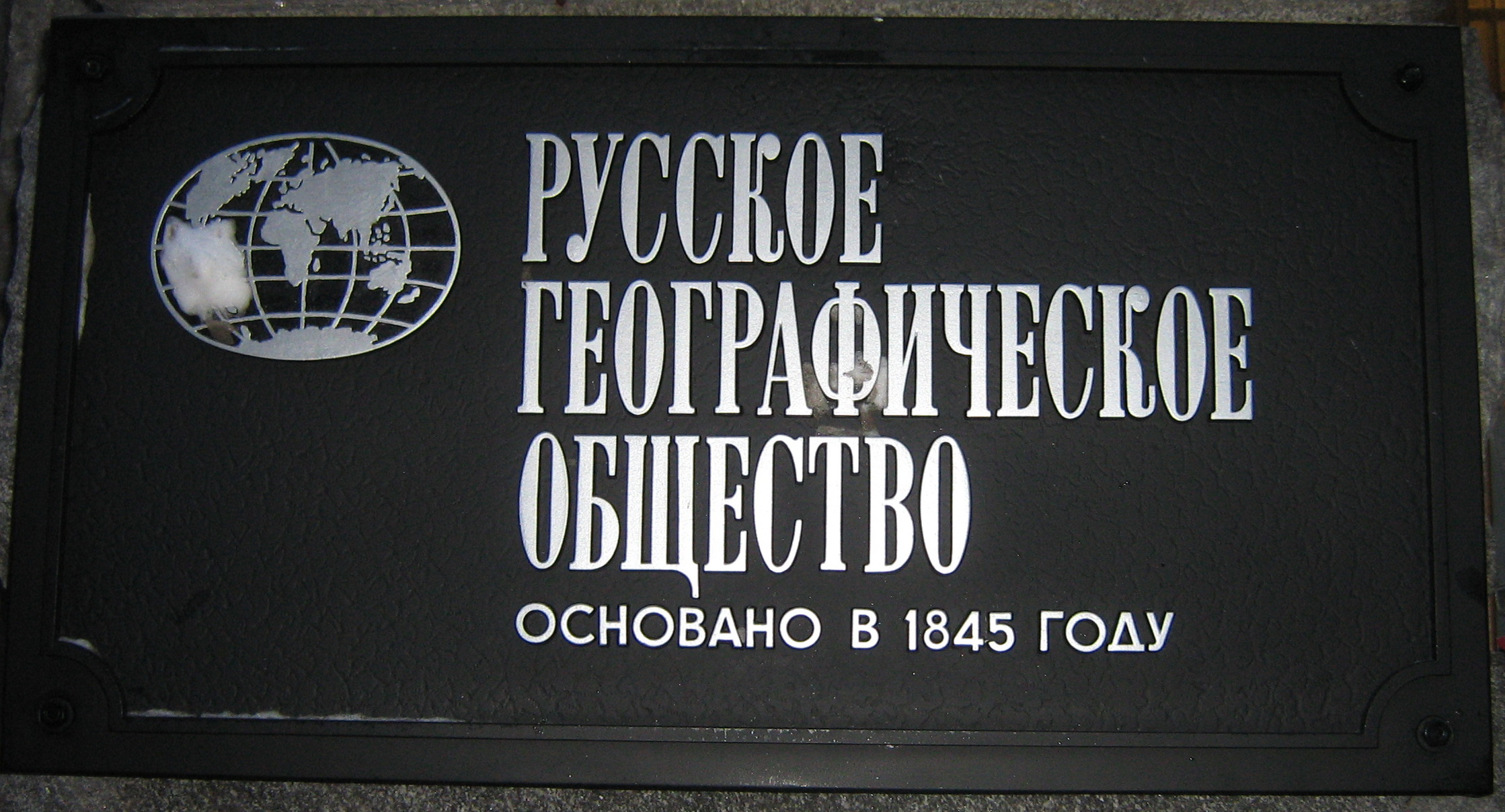
Tablica informacyjna

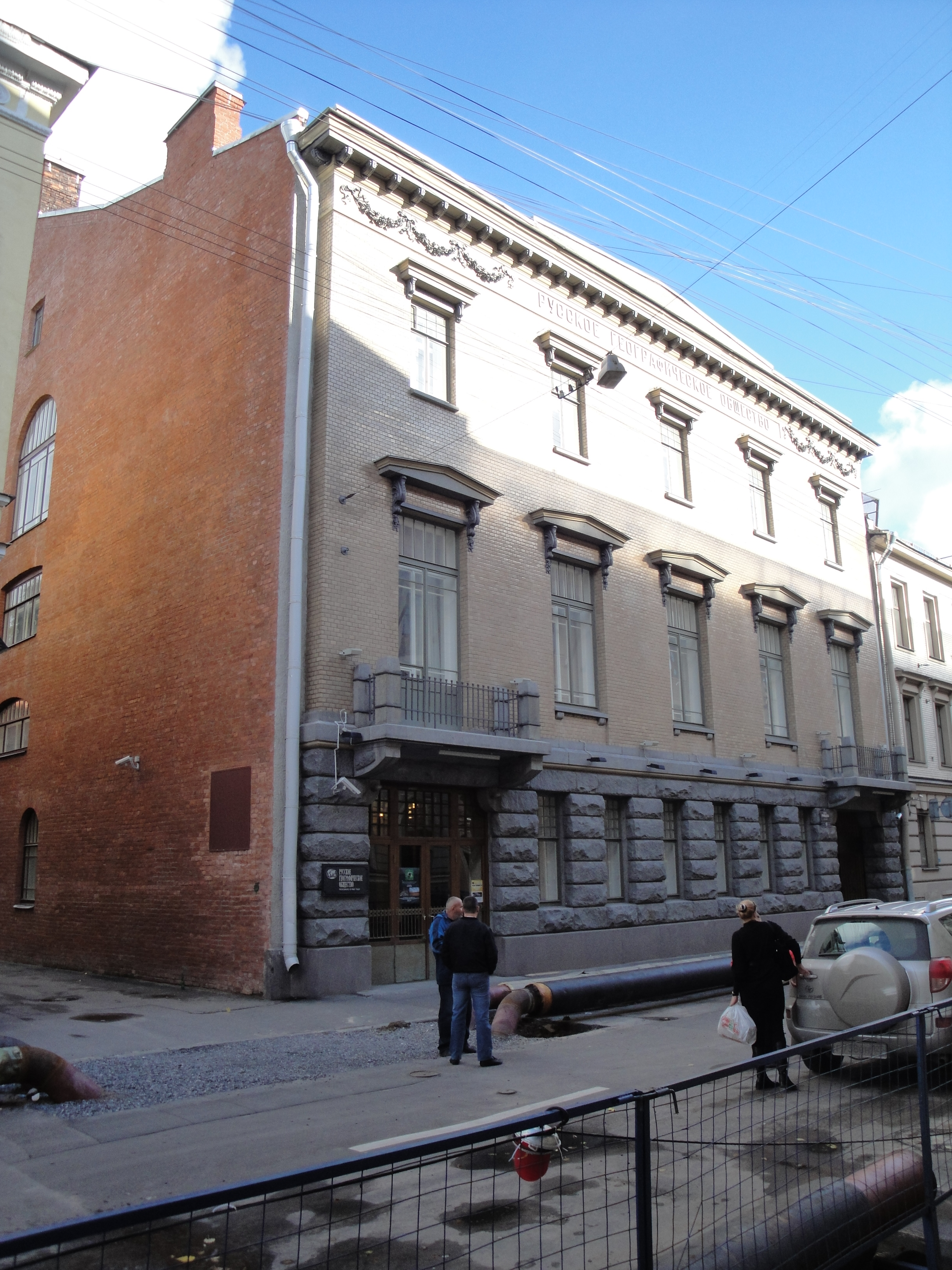
Siedziba Towarzystwa

Ogólnorosyjska organizacja pozarządowa „Rosyjskie Towarzystwo Geograficzne” (ros. Всеросси́йская обще́ственная организа́ция «Ру́сское географи́ческое о́бщество» – ВОО «РГО») – najstarsza rosyjska organizacja pozarządowa, jedno z najstarszych stowarzyszeń geograficznych świata.
Od 2009 jego prezesem jest Siergiej Szojgu, a przewodniczącym Rady Powierniczej Władimir Putin (od jej utworzenia w 2010).
Głównym zadaniem towarzystwa jest zbieranie i upowszechnianie wiarygodnych informacji z dziedziny geografii. Wyprawy Rosyjskiego Towarzystwa Geograficznego odegrały ważną rolę w poznaniu i opanowaniu Syberii, Dalekiego Wschodu, Azja Środkowej, w rozwoju żeglugi, odkrywaniu i badaniu nowych obszarów oraz wniosły istotny wkład w rozwój meteorologii i klimatologii.
Rosyjskie Towarzystwo Geograficzne w 1956 zostało członkiem Międzynarodowej Unii Geograficznej. 7 marca 2022 zawieszono je w prawach członka MUG w związku z inwazją Rosji na Ukrainę.

## Nazwy
- 1845–1850 Rosyjskie Towarzystwo Geograficzne (ros. Русское Географическое Общество)
- 1850–1917 Cesarskie Rosyjskie Towarzystwo Geograficzne (ros. Императорское Русское Географическое Общество)
- 1917–1926 Rosyjskie Towarzystwo Geograficzne (ros. Русское Географическое Общество)
- 1926–1938 Państwowe Towarzystwo Geograficzne (ros. Государственное географическое общество)
- 1938–1992 Towarzystwo Geograficzne ZSRR (również Wszechzwiązkowe Towarzystwo Geograficzne) (ros. Географическое общество Союза ССР (Всесоюзное географическое общество))
- od 1992 Rosyjskie Towarzystwo Geograficzne (ros. Русское Географическое Общество)

## Historia
6 sierpnia?/18 sierpnia 1845 cesarz Mikołaj I zatwierdził wniosek ministra spraw wewnętrznych Rosji hrabiego Lwa Perowskiego o utworzeniu w Sankt Petersburgu Rosyjskiego Towarzystwa Geograficznego, które od 28 grudnia 1849?/9 stycznia 1850 nosiło nazwę: Cesarskie Rosyjskie Towarzystwo Geograficzne.
Inicjatorem jego założenia był admirał Fiodor Litke. Był on nauczycielem i wychowawcą Konstantego Mikołajewicza, syna cesarza Rosji i przyszłego pierwszego Przewodniczącego Towarzystwa. Od początku jego działalności, zadaniem Rosyjskiego Towarzystwa Geograficznego było „gromadzenie najlepszych młodych ludzi i wysyłanie ich na wszechstronne badania ojczyzny”.
Założycielami Rosyjskiego Towarzystwa Geograficznego byli:
- sławni żeglarze, admirałowie: Fiodor Litke, Iwan Kruzensztern, Ferdynand Wrangel i Piotr Rikord,
- członkowie Cesarskiej Akademii Nauk: przyrodnik Karl Ernst von Baer, astronom Wasilij Struwe, geolog Georg von Helmersen, statystyk Piotr Köppen,
- wybitni wojskowi (obecni i byli oficerowie Korpusu Topografów Sztabu Generalnego): generał kwatermistrz Fiodor Berg, kartograf Michaił Wronczenko, generał-gubernator wileński Michaił Murawjow,
- młodzi uczeni i urzędnicy państwowi, wybitni przedstawiciele rosyjskiej inteligencji: geograf i statystyk Konstantin Arsienjew, dyrektor departamentu rolnictwa ministerstwa spraw wewnętrznych Aleksiej Lewszyn, podróżnik Piotr Czichaczow, językoznawca, etnograf, urzędnik ministerstwa spraw wewnętrznych Władimir Dal, generał-gubernator Orenburga Wasilij Perowski, pisarz i filantrop, książę Władimir Odojewski.

Zgodnie z pierwotnymi założeniami miało to być stowarzyszenie geograficzno-statystyczne przy ministerstwie spraw wewnętrznych, jednak zgodnie z wolą cara otrzymało nazwę Rosyjskie Towarzystwo Geograficzne. Początkowo Towarzystwo było finansowane głównie przez państwo, otrzymywało 10 tysięcy rubli rocznie. Później znaczący wkład w jego finansowanie wnosili prywatni sponsorzy. Geograf, podróżnik i działacz państwowy, wieloletni wiceprezydent Towarzystwa Piotr Siemionow-Tian-Szanski, charakteryzował je w następujący sposób: „Korporacja dobrowolna i otwarta dla wszystkich, którzy przepojeni są miłością do ojczyzny i głęboką, niezłomną wiarą w przyszłość państwa rosyjskiego i rosyjskiego narodu”.
Od początku swego istnienia Towarzystwo rozwinęło działalność ekspedycyjną, naukową i kształceniową. Wniosło znaczący wkład w badania europejskiej części Rosji, Uralu, Syberii, Dalekiego Wschodu, Azji Środkowej, Kaukazu, Iranu, Nowej Gwinei i Indii oraz Arktyki i Antarktydy. Badania te związane są z takimi uczonymi i podróżnikami jak: Nikołaj Siewiercow, Iwan Muszkietow, Piotr Kropotkin, Jan Czerski, Nikołaj Przewalski, Grigorij Potanin, Michaił Piewcow, Grigorij Grum-Grzymajło i Michaił Grum-Grzymajło, Piotr Siemionow-Tian-Szanski, Władimir Obruczew, Piotr Kozłow, Nikołaj Mikłucho-Makłaj, Aleksandr Wojejkow, Julij Szokalski i Fiodor Berg. Rosyjskie Towarzystwo Geograficzne cechowały silne związki z marynarką wojenną Rosji. Wśród członków Towarzystwa było wielu oficerów marynarki, m.in.: Piotr Anżu, Wasilij Zawojko, Ławrientij Zagoskin, Płaton Lisianski, Fiodor Matiuszkin, Giennadij Niewielskoj, Konstantin Possiet i Jewfimij Putjatin. Członkami towarzystwa byli także malarz-marynista Iwan Ajwazowski i malarz-batalista Wasilij Wierieszczagin.
Szybko zaczęły powstawać oddziały Towarzystwa na terenie Rosji. W roku 1851 otwarto dwa pierwsze oddziały: kaukaski w Tyflisie i syberyjski w Irkucku. Następnie powstawały oddziały: orenburgski w Orenburgu, północno-zachodni w Wilnie, południowo-zachodni w Kijowie, zachodniosyberyjski w Omsku, amurski w Chabarowsku i turkiestański w Taszkencie. Prowadziły one rozległe badania swoich regionów.
Do roku 1917 Towarzystwo zrzeszało około 1 tys. członków i miało 11 oddziałów. Najwyższym organem Towarzystwa był Zjazd, zwoływany co 5 lat. Między Zjazdami Towarzystwem kierowała Rada Naukowa, wybierane przez Zjazd i jej Prezydium z przewodniczącym (prezydentem) na czele. Do rewolucji październikowej 1917 przewodniczyli Towarzystwu: wielki książę Konstanty Mikołajewicz Romanow (1845-1892) i Mikołaj Michajłowicz Romanow (1892-1917). Faktycznie Towarzystwem kierowali uczeni, zastępcy przewodniczącego: Fiodor Litke (1845-1850 i 1857-1872), Michaił Murawjow (1850-1857), Piotr Siemionow-Tjan-Szanski (1873-1914), Julij Szokalski (od 1914) i po rewolucji do 1931, Nikołaj Wawiłow od 1931 do 1938 i po przekształceniu w Towarzystwo Geograficzne ZSRR do 1940. Prezydenci: Lew Berg (1940-1950), Jewgienij Pawłowski (1952-1964).
Duży wkład w działalność Towarzystwa, rozwój nauk geograficznych Azji wnieśli badacze i uczeni Polacy: Benedykt Dybowski, Aleksander Czekanowski, Jan Czerski, Hieronim Stebnicki, Józef Chodźko, Bronisław Grąbczewski, Karol Bohdanowicz, Wacław Sieroszewski, Władysław Massalski, Wiktor Godlewski, Leonard Jaczewski, Julian Talko-Hryncewicz, Marian Kowalski.
Po zakończeniu istnienia ZSRR stowarzyszenie powróciło do pierwotnej nazwy. Od 17 listopada 2009 roku prezesem Towarzystwa jest Siergiej Szojgu.
Od 2010 na czele Rosyjskiego Towarzystwa Geograficznego stoi Rada Powiernicza. Jej przewodniczącym jest Władimir Putin. Jej członkami są (stan na 2 czerwca 2019): Siergiej Szojgu, Aleksandr Abramow, Wagit Alekperow, Piotr Awen, Oleg Biełoziorow, Andriej Bokariew, Siergiej Czemiezow, Konstantin Czujczenko, Oleg Dieripaska, Aleksandr Diukow, Bob Dudley, Fiłariet Galczew, German Gref, Albert II Grimaldi, Aleksiej Gromow, Siergiej Iwanow, Władimir Jewtuszenkow, Andriej Kostin, Siergiej Ławrow, Walentina Matwijenko, Aleksiej Miller, Leonid Michelson, Maksim Orieszkin, Frederik Paulsen, Jr, Dmitrij Pieskow, Władimir Potanin, Wiktor Sadowniczij, Witalij Sawieljew, Igor Sieczin, Siergiej Sobianin, Nikołaj Szulginow, Giennadij Timczenko, Nikołaj Tokariew, Aliszer Usmanow, Anton Wajno, Wiktor Wekselberg.